# De Clercq (entreprise)
 (mai 2023).
Si vous disposez d'ouvrages ou d'articles de référence ou si vous connaissez des sites web de qualité traitant du thème abordé ici, merci de compléter l'article en donnant les références utiles à sa vérifiabilité et en les liant à la section « Notes et références ».
Pour les articles homonymes, voir De Clercq.
De Clercq est un petit constructeur automobile français situé à Provins (Seine-et-Marne) et est créé par Benoît De Clerq au début des années 1990. Il conçoit un roadster à carrosserie aluminium et châssis tubulaire, le P47, inspiré des années 1930, mû par un moteur Ford 4 cylindres 1.8l ou V6 3l et de diffusion très restreinte. Parallèlement, il crée des sculptures à base automobile.  Il se tourne plus complètement vers le design en 2006.